# The Higher Law (film fra 1914)
The Higher Law er en amerikansk stumfilm fra 1914 af Charles Giblyn.

## Medvirkende
- Murdock MacQuarrie som François Villon
- Pauline Bush som Lady Eleyne
- Doc Crane som Louis XI
- Lon Chaney som Sir Stephen Fitz Allen
- Millard K. Wilson som Philip de Soisson